# Kỷ niệm chương Viễn chinh Bắc Kỳ
Kỷ niệm chương Viễn chinh Bắc Kỳ (tiếng Pháp: Médaille commémorative de l'expédition du Tonkin) được trao cho tất cả binh lính và thủy thủ Pháp đã tham gia các trận đánh trong chiến dịch Bắc Kỳ và chiến tranh Pháp–Thanh từ năm 1883 đến năm 1885. Huân chương này dựa theo sắc lệnh ngày 6 tháng 9 năm 1885 được đúc tại Monnaie de Paris và đem phân phối ngay trước cuộc diễu hành Ngày Bastille vào ngày 14 tháng 7 năm 1886 cho khoảng 65.000 binh lính và thủy thủ. Huân chương này về sau được trao cho những người tham gia một số chiến dịch trước và sau ở Đông Dương, nâng tổng số người nhận lên 97.300 người.

## Luật ngày 6 tháng 9 năm 1885
Quyết định cấp kỷ niệm chương được ghi trong luật ngày 6 tháng 9 năm 1885, có nội dung như sau:

Điều 1.   Dựa vào đây mà lập ra kỷ niệm chương cho cuộc viễn chinh Bắc Kỳ và các hoạt động quân sự trực tiếp chống lại Trung Quốc và An Nam vào năm 1883, 1884 và 1885.

Điều 2.  Huân chương bằng bạc, đường kính 30 li. Một mặt nó sẽ mang hình nổi nền Cộng hòa, với dòng chữ République française, và mặt kia là huyền thoại Tonkin, China, Annam và trong một dòng chữ khắc tên của những chiến công hiển hách nhất. Huân chương này sẽ được đặt trong một vòng nguyệt quế.

Điều 3.  Người được tặng huân chương này đeo ở bên ngực trái, thắt dải ruy băng nửa xanh nửa vàng.

Điều 4.  Huân chương do Tổng thống Cộng hòa trao tặng cho tất cả binh lính và thủy thủ đã tham gia cuộc viễn chinh Bắc Kỳ và các chiến dịch quân sự chống lại Trung Quốc và An Nam vào các năm 1883, 1884 và 1885, theo đề nghị của Bộ chịu trách nhiệm cho quân đoàn hoặc cơ quan tương ứng của họ.

## Diện mạo của huân chương
Theo quy định của luật ngày 6 tháng 9 năm 1885, mặt sau của huân chương có hình nổi nền Cộng hòa và dòng chữ République française, kèm theo một vòng nguyệt quế. Theo quy ước, Cộng hòa được thể hiện là một phụ nữ trẻ đội nón sắt với từ patrie (quê hương) được ghi trên tấm che nón sắt của cô ấy.
Mặt sau của huân chương này là danh sách một số trận đánh đáng chú ý hơn trong chiến dịch Bắc Kỳ và chiến tranh Pháp–Thanh. Hai cấp của huân chương được thực hiện gồm một cái dành cho quân đội và một cái dành cho hải quân và troupes de marine. Huân chương cấp hải quân gồm các tên sau đây: Cầu Giấy, Sơn Tây, Bắc Ninh, Phúc Châu, Đài Loan, Tuyên Quang, Bành Hồ.  Huân chương cấp lục quân bỏ qua cái tên Cầu Giấy, vì cuộc giao tranh này, một thất bại nghiêm trọng của Pháp vào ngày 19 tháng 5 năm 1883 khi mà Henri Rivière, sĩ quan chỉ huy tối cao (commandant supérieur) của Pháp ở Bắc Kỳ, bị giết, hoàn toàn là một vụ việc thuộc phía hải quân.
Mấy tên này được đặt theo thứ tự thời gian lần lượt đề cập đến Trận Cầu Giấy (19 tháng 5 năm 1883), Trận Sơn Tây (tháng 12 năm 1883), Trận Bắc Ninh (tháng 3 năm 1884), Trận Phúc Châu (23 tháng 8 năm 1884), Chiến dịch Cơ Long (tháng 8 năm 1884–tháng 4 năm 1885), Trận Tuyên Quang (tháng 11 năm 1884–tháng 3 năm 1885) và Chiến dịch Bành Hồ (tháng 3 năm 1885).
Dải băng huân chương này được dự kiến trong luật ngày 6 tháng 9 năm 1885 là nửa xanh lục và nửa vàng đã phải thiết kế lại trong quá trình sản xuất và phiên bản cuối cùng có bốn sọc xanh lục trên nền vàng.
Trên móc cài có khắc chữ Tonkin.

## Đủ điều kiện và phân phối

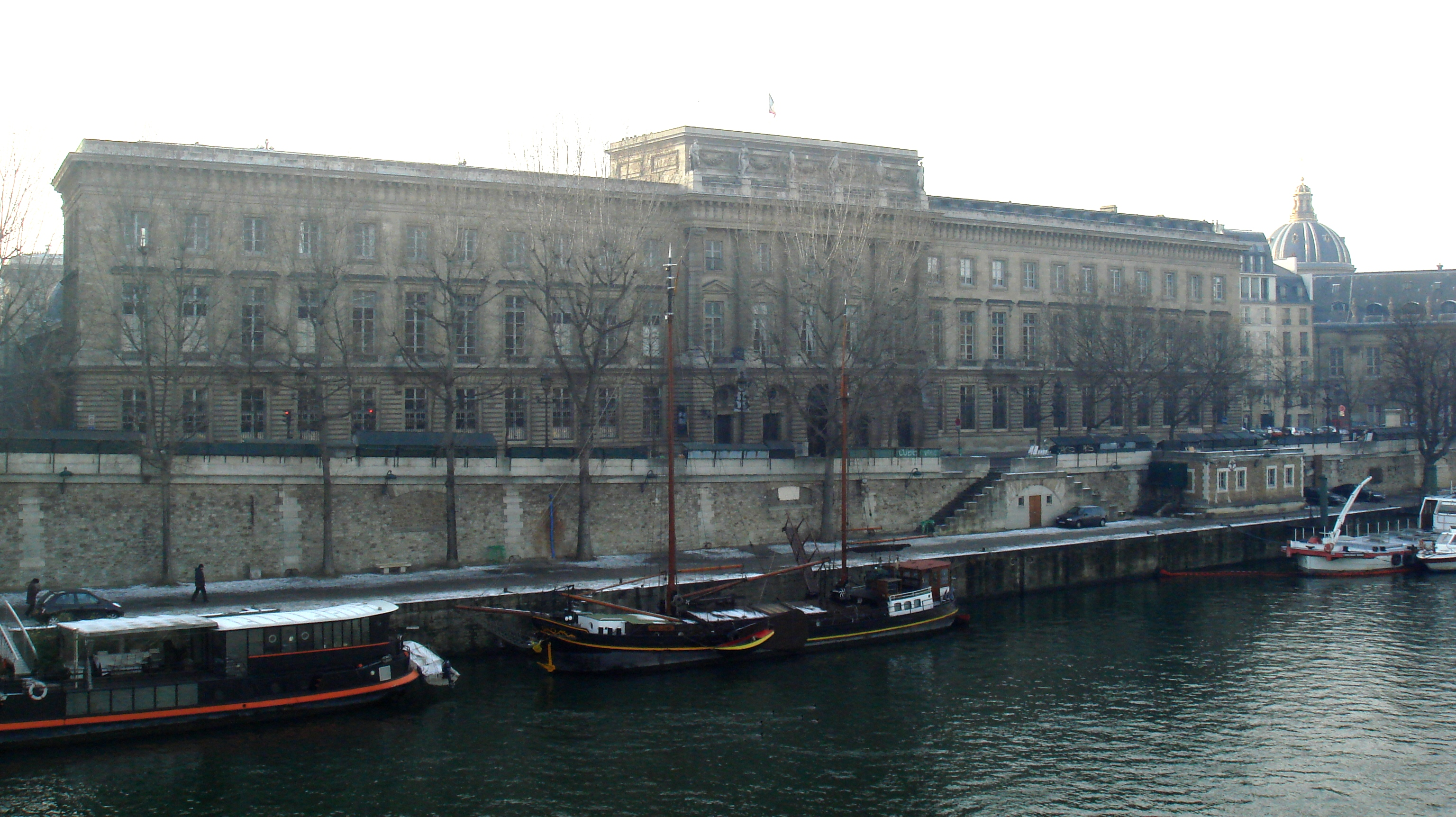
Monnaie de Paris

Huân chương này được đúc tại Monnaie de Paris, ban đầu được phân phát cho những người tham gia các chiến dịch ở Bắc Kỳ, Trung Kỳ và Trung Quốc từ năm 1883 đến 1885. Không có sự phân biệt giữa người tham chiến và người không tham chiến. Các nhân viên hành chính và hỗ trợ, bao gồm cả cantinières (phụ nữ bán hàng theo chân đoàn quân) và quan chức làm việc trong ngân khố, bưu chính và sở điện báo quân sự, đủ điều kiện để nhận huân chương. Huân chương này không được trao cho những người tham gia có hồ sơ quân dịch bị hoen ố do vi phạm nghiêm trọng trong quân đội hoặc hành vi sai trái theo thói quen.
Trong trường hợp những người lính này hy sinh khi đang tại ngũ, huân chương vẫn được trao tặng làm quà kỷ niệm cho một người họ hàng gần (theo thứ tự ưu tiên là trưởng nam, góa phụ, cha, mẹ hoặc anh cả của người đã khuất).
Mỗi người nhận huân chương còn kèm theo bằng khen do Bộ Hải quân (Ministère de la Marine) hoặc Bộ Lục quân (Ministère de la Guerre) cấp.
Một đạo luật ngày 27 tháng 7 năm 1887 đã mở rộng việc phân phối huân chương này cho những quân nhân đã tham gia nhiều cuộc viễn chinh khác nhau ở Đông Dương kể từ khi chiến tranh Pháp–Thanh kết thúc và cho những người từng tham chiến ở Bắc Kỳ dưới thời Francis Garnier năm 1873 và trong các chiến dịch đầu tiên của Henri Rivière vào năm 1882. Huân chương cuối cùng được trao cho tất cả quân nhân tham gia chiến dịch từ năm 1885 đến năm 1893 ở Bắc Kỳ, Trung Kỳ, Campuchia, Xiêm La và Thượng nguồn sông Mê Kông, nâng tổng số người nhận lên 97.300 người.

## Người nhận nổi bật
- Tướng Georges Louis Humbert

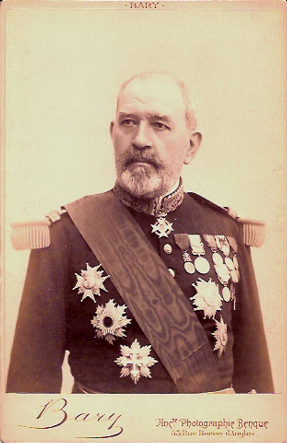
Đô đốc Henri Rieunier, người nhận Kỷ niệm chương Viễn chinh Bắc Kỳ

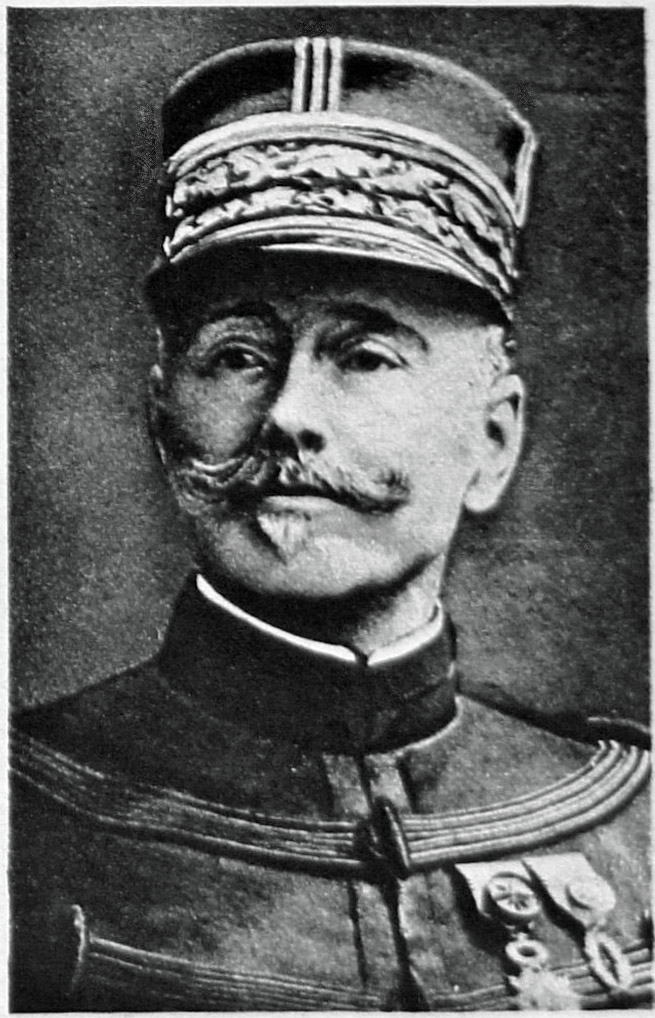
Tướng Augustin Gérard, người nhận Kỷ niệm chương Viễn chinh Bắc Kỳ

- Tướng Philippe Marie André Roussel de Courcy
- Tướng Paul François Grossetti
- Tướng Jean-Marie Brulard
- Tướng Albert d'Amade
- Phó Đô đốc Antoine Exelmans
- Tướng Augustin Gérard
- Tướng Joseph Joffre
- Đô đốc Henri Rieunier
- Tướng Paul Chrétien
- Tướng Jean Jules Henri Mordacq
- Tướng Pierre-Guillaume-Paul Coronnat
- Tướng Charles Alexis Vandenberg
- Sĩ quan Thủy quân lục chiến Gustave Samanos